# Geng Huichang
Gěng Huìchāng (耿惠昌, * 1951) ist ein ehemaliger Minister für Staatssicherheit der Volksrepublik China.
Geng Huichang entstammt der Provinz Hebei. 1985 war er stellvertretender Direktor des „Staatsinstituts für internationale Beziehungen“ und 1990 bis 1995 Direktor. Es wird behauptet, dass er der Autor eines 1993 erschienenen Buches über internationalen Handel sei. Im Jahr 1998 wurde er stellvertretender Direktor für Staatssicherheit und war an den Sicherheitsvorbereitungen für die Olympischen Spiele 2008 beteiligt. Von August 2007 bis 2016 war er Minister für Staatssicherheit. Seitdem ist er Mitglied verschiedener Kommissionen im Zentralkomitee und in der Politischen Konsultativkonferenz des chinesischen Volkes.
Er ist ein Experte für die Vereinigten Staaten und Japan sowie für Handels- und Wirtschaftsaufklärung. Geng Huichang ist Mitglied des 17. Zentralkomitees der KPCh von 2007.